# Rafael Martínez Sansegundo
Rafael Martínez Sansegundo (* 18. April 1964 in Molina de Aragón, Spanien; † 19. Februar 1989 in Saragossa, Spanien) war ein spanischer Basketballspieler.
Der 2,08 Meter große Martínez Sansegundo spielte in der spanischen Primera División für CAI Zaragoza, dem er seit der Saison 1979/80 angehörte. In der Spielzeit 1983/84 gewann er mit seinen Mitspielern die Copa del Rey. Martínez Sansegundo musste sich jedoch aufgrund seiner gesundheitlichen Probleme im Januar 1989 vom Sport zurückziehen. Bis dahin hatte er bereits fünf Länderspiele für Spanien absolviert und gehörte zuvor auch der Junioren-Nationalmannschaft an. Er verstarb 24-jährig in Saragossa im Hopital Miguel Servet an den Folgen einer Operation an der Schlagader, die wenige Tage zuvor in Houston, USA vorgenommen worden war und infolge der er später ins Koma fiel. Mártinez Sansegundo wurde in seinem Geburtsort Molina de Aragón beerdigt. Der seinerzeitige spanische Basketball-Nationaltrainer Antonio Díaz Miguel bezeichnete den Tod Martínez Sansegundos als einen großen Verlust, nicht nur aufgrund der menschlichen Qualitäten des jungen Spaniers, sondern auch wegen dessen vorhandenen Talents.